# Begís
Begís är en ort i Spanien.   Den ligger i provinsen Província de Castelló och regionen Valencia, i den östra delen av landet, 260 km öster om huvudstaden Madrid. Begís ligger 804 meter över havet och antalet invånare är 388.
Terrängen runt Begís är kuperad. Runt Begís är det glesbefolkat, med 20 invånare per kvadratkilometer. Närmaste större samhälle är Segorbe, 19,3 km öster om Begís. 